# 异炔诺酮
异炔诺酮（英語： 或 英語：，商品名：Enovid等）是一种黄体制剂药物，过去被用于口服避孕药以及治疗一些妇科疾病，但现在已不再使用。异炔诺酮和炔诺酮的不同之处在于双键位于5(10)号位而非4(5)号位。